# Albert Caraco
Albert Caraco (* 10. Juli 1919 in Istanbul; † 7. September 1971 in Paris) war ein uruguayischer französischsprachiger Philosoph und Autor türkischer Abstammung.

## Leben
Albert Caraco war das einzige Kind einer reichen, seit Jahrhunderten in der Türkei ansässigen sephardischen Familie, sein Vater war Bankier. Über Prag, Berlin und Wien gelangte die Familie nach Paris, wo der Sohn das Lycée Janson de Sailly absolvierte. 1939 schloss er die Handelshochschule EDHEC ab, übte jedoch sein Leben lang keine bezahlte Tätigkeit aus. Vor dem Ausbruch des Zweiten Weltkrieges floh die Familie nach Südamerika und gelangte über Rio de Janeiro und Buenos Aires nach Montevideo. Hier bekehrten sich die Eltern zum Katholizismus, ließen ihrem Sohn eine katholische Erziehung angedeihen und erwarben die uruguayische Staatsbürgerschaft. Nach dem Ende des Zweiten Weltkriegs ließ Caraco sich 1946 mit seinen Eltern wieder in Paris nieder, wo er für den Rest seines Lebens blieb. Er widmete sich in mönchischer Abgeschiedenheit seinem schriftstellerischen Werk und plante seinen Selbstmord, den er nur aus Rücksichtnahme gegenüber seinen Eltern nicht zu deren Lebzeiten vollzog. Nach dem Tod seiner Mutter 1969 verfasste er den Band Post Mortem. Wenige Stunden nach dem Tod seines Vaters nahm er sich im September 1971 das Leben. Er schrieb seine Werke zwar auf Französisch, beherrschte jedoch auch Deutsch, Englisch und Spanisch und verfasste auch einige Abschnitte in diesen Sprachen. Da er sich kaum mit zeitgenössischen Denkmodellen befasste, blieb er vom akademischen Establishment lange Zeit unbeachtet. Seine Werke wurden schließlich vom schweizerischen Verlag L’Âge d’Homme unter Leitung von Vladimir Dimitrijević herausgegeben.

## Werk
Er schrieb eine Vielzahl von Werken, die eine pessimistische Sicht von Mensch und Gesellschaft zeigen und deshalb mit denen von Emil Cioran verglichen wurden. Er schrieb in einer Sprache, die oft an die der französischen Moralisten erinnert, aber zuweilen auch nicht des biblischen Tons und der Derbheit entbehrt. Da er in seinen Schriften die von ihm behandelten Themen weniger diskutiert und analysiert, als vielmehr seine gewonnenen Ansichten in einzelnen, von der Länge her den Propos Alains ähnelnden Abschnitten rhetorisch geschliffen verkündet, erinnert er etwas an einen Propheten oder Bußprediger, der aber der Menschheit keinerlei günstige Prognose in Aussicht stellen mag, selbst wenn sie sich denn unglaublicherweise bessern wollte.
Caraco vertritt durchaus ein System von Werten, ihn als Nihilisten zu bezeichnen geht also fehl und ist eher – wie so häufig – ein denunziatorischer Einwand von Seiten jener, die keinerlei Werte zu erkennen vermögen, wo sie nicht ihre eigenen wiederfinden. Weder bestreitet er die Existenz einer Wirklichkeit – im Gegenteil beklagt er, dass ihre Evidenzen zur Kenntnis zu nehmen nur ein kleiner Teil der Menschheit imstande und willens sei, während er die große Zahl der gedankenlos und in Täuschung Dahinlebenden zur „Masse der Verlorenen“ (« masse des perdus ») rechnet. Noch entbehrt er einer – weltlichen – Ethik, deren Inhalt ihm vielmehr geradezu selbstverständlich zu sein scheint und deren Verdeckung durch religiöse und profan weltanschauliche Scheingebilde er ebenso denunziert wie die Observanz sinnloser Riten, die in den Augen der wahrhaft Spirituellen nur ein Spott seien. Die Menschheit sieht er anscheinend auf eine Katastrophe zugehen, nach der aber irgendeine etwas vage bleibende Art von fundamentaler Reform für den verbliebenen Rest zu folgen scheint.
Neben bekundeter Sorge für die Gesamtheit der Menschen tritt oft der Gedanke einer esoterischen Elite, neben Verachtung für die bewusstlos Dahinlebenden die zuweilen fast anarchistisch anmutende Ablehnung von Ordnung und Herrschaft. Alle transzendenten Ziele für die Menschheit weist er zurück, persönliche Wertschätzung erweist er aber selbst vor allem geistigen Einstellungen. Wen das offenbar nicht bloß auktoriale Wir, das häufig steht, außer Caraco selbst noch umfassen soll, bleibt unklar.
Wiederkehrende Motive Caracos sind Krieg, Überbevölkerung, Verblendung und die damit mögliche Knechtung der Menschen, Verhässlichung der Welt durch das moderne Leben, die Herrschaft der von diesen geschaffenen Mittel über die Menschen selbst, die ideologisch gestützte falsche Ordnung, der die Menschen aus Bedürfnis anhängen und die sie missbraucht. Zuweilen bezieht sich Caraco zustimmend auf die Gnosis.

## Werke (Auswahl)
- 1952: L’école des intransigeants
- 1952: Le Désirable et le sublime. L’Âge d’Homme, Lausanne, ISBN 2-8251-3112-1
- 1957: Foi, valeur et besoin
- 1957: Apologie d’Israël. Tome 1 : Plaidoyer pour les indéfendables
- 1957: Apologie d’Israël. Tome 2 : La marche à travers les ruines
- 1965: Huit essais sur le mal
- 1965: L’art et les nations
- 1966: Le tombeau de l’histoire
- 1967: Le galant homme
- 1967: Les races et les classes
- 1968: La Luxure et la mort. L’Âge d’Homme, Lausanne, ISBN 2-8251-3119-9
- 1970: L’Ordre et le sexe. L’Âge d’Homme, Lausanne, ISBN 2-8251-3122-9
- 1972: Le Galant Homme. L’Âge d’Homme, Lausanne, ISBN 2-8251-3116-4
- 1974: Obéissance et servitude. L’Âge d’Homme, Lausanne, ISBN 2-8251-3121-0
- 1975: Le Tombeau de l’histoire. L’Âge d’Homme, Lausanne, ISBN 2-8251-3127-X
- 1975: Ma Confession. L’Âge d’Homme, Lausanne, ISBN 2-8251-3120-2
- 1975: Simples Remarques sur la France. L’Âge d’Homme, Lausanne, ISBN 2-8251-3125-3
- 1975: La France baroque. L’Âge d’Homme, Lausanne, ISBN 2-8251-3115-6
- 1976: L’Homme de lettres. L’Âge d’Homme, Lausanne, ISBN 2-8251-3117-2
- 1979: L’Art et les nations. L’Âge d’Homme, Lausanne, ISBN 2-8251-3110-5
- 1979: Huits Essais sur le mal. L’Âge d’Homme, Lausanne, ISBN 2-8251-3118-0
- 1982: Essai sur les limites de l’esprit humain
- 1982: Bréviaire du chaos. L’Âge d’Homme, Lausanne 1999, ISBN 2-8251-0989-4 (deutsch: Brevier des Chaos. Matthes & Seitz, München 1986, ISBN 3-88221-232-2)
- 1983: Supplément à la Psychopathia Sexualis. L’Âge d’Homme, Lausanne, coll. « Le Bruit du Temps », ISBN 2-8251-3126-1 (Das Reich der Sinne, Supplement zur Psychopathia Sexualis. Matthes & Seitz, München 1985, ISBN 3-88221-360-4)
- 1984: Écrits sur la religion. L’Âge d’Homme, Lausanne, im Rahmen der Gesamtausgabe dort, ISBN 2-8251-3113-X[3]
- 1985: Semainier de l’an 1969. L’Âge d’Homme, Lausanne, ISBN 2-8251-1454-5
- 1985: Le Semainier de l’agonie. L’Âge d’Homme, Lausanne, ISBN 2-8251-3124-5
- 1992: Essais sur les limites de L’esprit humain. L’Âge d’Homme, Lausanne, ISBN 2-8251-3114-8
- 1994: Abécédaire de Martin-Bâton. L’Âge d’Homme, Lausanne, ISBN 2-8251-0529-5
- 1994: Semainier de l’incertitude. L’Âge d’Homme, Lausanne, ISBN 2-8251-0370-5
- 2003: Apologie d’Israël. L’Âge d’Homme, Lausanne, ISBN 2-8251-1594-0
- 2004: Journal d’une année. L’Âge d’Homme, Lausanne, ISBN 2-8251-1752-8
- 2012: Post Mortem. L’Âge d’Homme, Lausanne, ISBN 978-2-8251-4158-8